# Solomys salebrosus
Solomys ponceleti- вид гризунів родини Мишевих.

## Опис
Це великий гризун. Довжина його тіла становить від 22,5 до 32,8 см; довжина хвоста від 23,8 до 25 см; довжина ступні від 46 до 50,5 мм; довжина вуха від 18 до 20,7 мм; вага 460 г. Шерсть рідка і груба. Верхня частина тіла темно-коричнева, боки світліші, живіт жовтувато-рожевий. Хвіст дещо коротший за тіло, його основа покрита густою шерсттю, решта лиса. На один сантиметр хвоста припадає 9-10 кілець лусочок. Самки мають дві пари сосків.
Це деревний вид, що будує гнізда з листя в дуплах дерев.

## Поширення
Цей вид поширений на островах Бугенвіль і Шуазель архіпелагу Соломонових островів. Викопні рештки були знайдені на острові Бука. Мешкає у вологих тропічних лісах на висоті до 200 м над рівнем моря.

## Збереження
МСОП вважає цей вид таким, що перебуває на межі зникнення. Чисельність виду за останні десятиліття скоротилася більш ніж наполовину. 